# Dream Evil (groupe)
Pour l’article homonyme, voir Dream Evil.
Dream Evil est un groupe suédois de heavy metal, originaire de Göteborg. Formé en 1999, le groupe est actuellement signé chez Century Media Records. Il compte un total de cinq albums studios, un EP et une compilation. Ce groupe a compté dans ses rangs pour un temps le guitariste grec Gus G. (actuellement avec Firewind). Ce groupe s'est beaucoup fait connaître sur son imagerie « guerriers du metal » (un peu à la manière de Manowar).

## Biographie

### Formation (1999–2001)
Le producteur Fredrik Nordström avait l'ambition de créer un groupe de power metal de lui-même depuis longtemps mais il eut des difficultés à trouver quelqu'un avec les mêmes idées musicales que lui, mais pendant des vacances sur les îles grecques en 1999, Nordström rencontra le jeune guitariste Gus G. du groupe Firewind. Les musiciens s'entendaient bien malgré une différence d'âge de plus de 10 ans. Un projet de groupe voit le jour. Gus avait déjà prévu de s'installer à Göteborg, et à son arrivée, va voir Fredrik au Studio Fredman afin de commencer à écrire. 
Le premier invité à joindre le nouveau groupe est Snowy Shaw (de King Diamond, Mercyful Fate et Notre Dame), mais le batteur refuse leur invitation. Il change d'avis plus tard et rejoint le groupe pour jouer avec eux sur leur premier album à titre d'essai. Niklas Isfeld avait fait des chœurs pour des chansons d'HammerFall produites par Nordstörm et comme il n'était impliqué dans aucun projet majeur en ce moment il accepte de les rejoindre. Il amena également son ami de longue date Peter Stalfors à la basse. Le groupe conclut bientôt un contrat avec Century Media Records et veulent se nommer DragonSlayer en référence aux thèmes médiévaux et fantastiques des chansons écrites par Gus et Nordström. Le label ne trouve aucune originalité dans ce nom, et le groupe s'appelle finalement Dream Evil, inspiré par l'album homonyme de Dio[réf. nécessaire].

### Débuts (2002–2004)

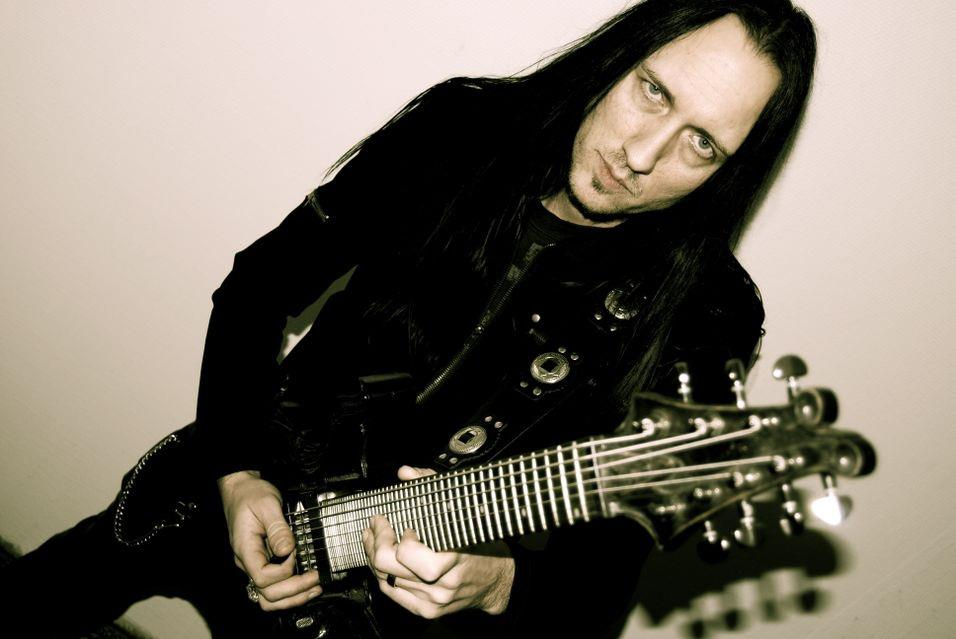
Mark Black, guitariste du groupe.

Le premier album de Dream Evil est publié en avril 2002 et les retours de la presse du metal sont positifs. Le groupe est invité à jouer à quelques festivals et ils participèrent à une partie de la tournée mondiale de Blind Guardian. Les membres du groupe trouvèrent qu'ils s'entendaient plutôt bien malgré la manière plutôt aléatoire par laquelle le groupe est formé. Snowy Shaw décide de rejoindre le groupe définitivement et Dream Evil part pour leur première tournée au Japon. 
Pendant qu'ils étaient au Japon, ils sont invités par HammerFall afin de participer à leur tournée en Europe de 2003. Le manager de leur label pense que ce serait une bonne idée d'avoir un nouvel album d'ici là. En peu de temps, le groupe écrit la base de quelques chansons pendant leur voyage de retour(de leur tournée au Japon) en Europe et, le jour de leur arrivée, ils commencent l'enregistrement d'un nouvel album. Cela leur prit au total deux semaines pour enregistrer Evilized et la plupart des chansons sont enregistrées comme elles sont écrites. Il est publié le 20 janvier et une semaine plus tard Dream Evil rejoint HammerFall pour leur tournée.
Pour leur troisième album, le groupe prend bien le temps d'écrire les chansons et les perfectionner en studio. The Book of Heavy Metal prend deux mois à enregistrer et sort en mai 2004. Le guitariste Gus G. quitte le groupe à la fin de l'année 2004 pour dédier plus de temps à Firewind. Il est remplacé par Mark Black. Black avait déjà remplacé Gus à quelques occasions, et il le remplace totalement sur leur tournée en première partie de Saxon.

### Nouveaux albums (depuis 2005)

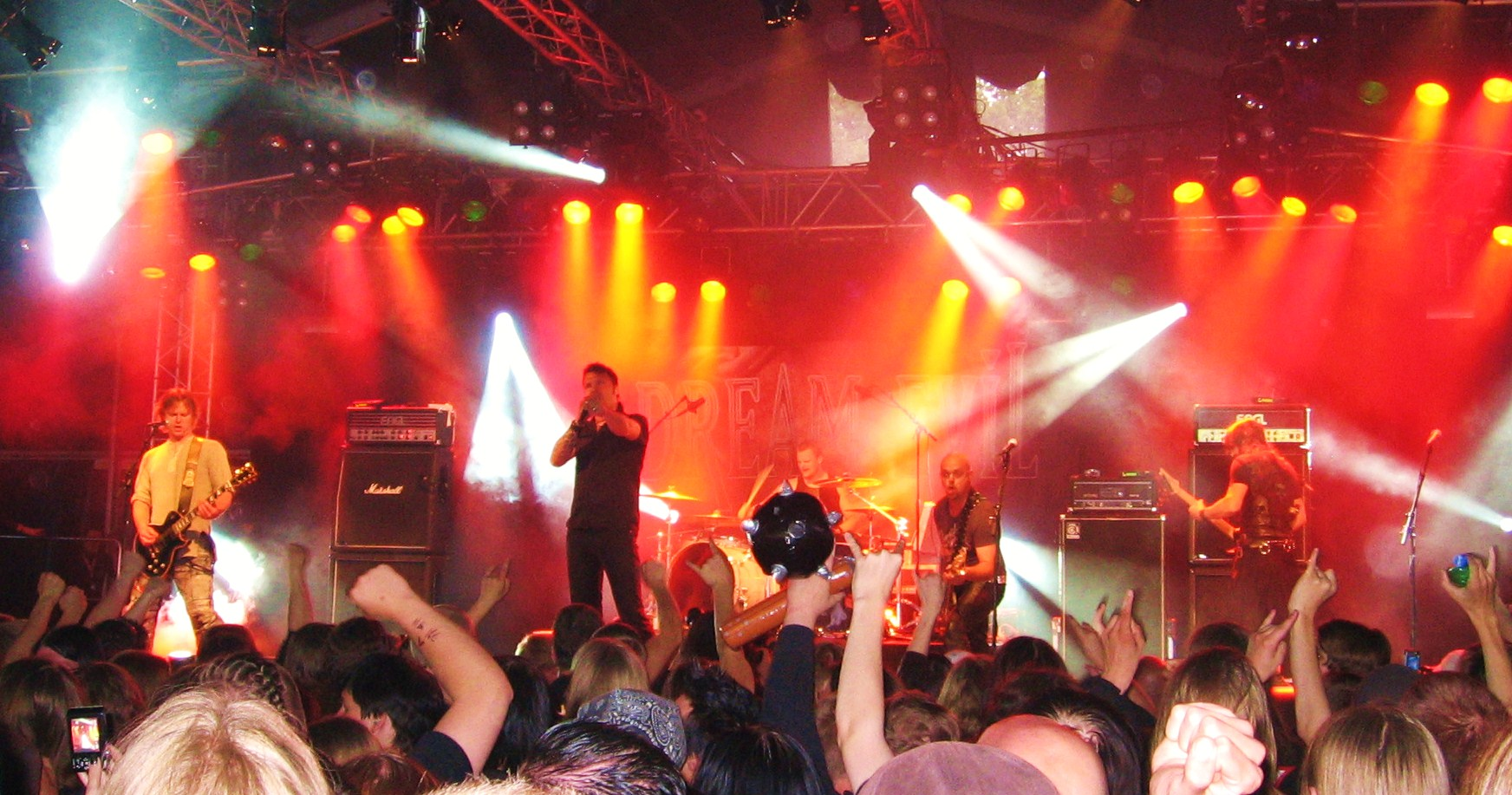
Dream Evil au Tuska Open Air en 2008.

Niklas Isfeldt et Peter Stalfors (chant et batterie) quittent le groupe brièvement en 2005 pour être remplacés par Jake E. Berg et Tommy Larsson, mais ils reviennent avant que des sessions d'enregistrements ou des concerts aient lieu. Au début de 2006, Snowy Shaw quitte brutalement Dream Evil. Après quelques mois de silence, Dream Evil annonce que Patrik Jerksten, un associé de Fredrik Nordström, remplacerait Snowy. Le premier album avec la nouvelle formation, United, est publié le 31 octobre 2006. Dream Evil annonce le 7 décembre 2007 sur leur site le départ de Mark Black du groupe, et son remplacement par Daniel Varghamne. 
Le 3 mars 2008, le groupe annonce qu'ils avaient commencé à travailler sur un nouvel album studio intitulé In The Night qu'ils prévoient pour janvier 2010. Il parait le 25 janvier 2010 en Europe et le 26 janvier en Amérique du Nord. L'album atteint la 53e place des classements musicaux suédois et se vend à près de 500 exemplaires aux États-Unis, une semaine après parution. Le 23 juillet 2008, le groupe annonce la sortie de leur premier CD/DVD live, Gold Medal in Metal (Alive and Archive), annoncé pour et publié le 25 août 2008. 
En 2010, le groupe film deux nouvelles vidéos de chansons extraites de l'album In The Night,. Le 19 mars 2010, le groupe est confirmé pour le Sweden Rock Festival organisé du 9 au 12 juin 2010 à Sölvesborg. Dans une interview avec le bassiste Peter Stalfors, il fait mention d'un nouvel album pour 2013[réf. nécessaire].
En 2024, sort le nouvel album "Metal gods".

## Membres

### Membres actuels
- Peter Stålfors (aka Pete Pain) - basse (depuis 1999)[1]
- Niklas Isfeldt (aka Nick Night) - chant (depuis 1999)[1]
- Fredrik Nordström (aka Ritchie Rainbow) - guitare rythmique, clavier (depuis 1999)[1]
- Markus Fristedt (aka Mark Black) : Mark Black - guitare (2004-2007, depuis 2013)[1]
- Patrik Jerksten (aka Pat Power, aka The Power) - batterie (depuis 2006)[1]

### Anciens membres
- Kostas Karamitroudis (aka Gus G.) - guitare solo (1999-2004)[1]
- Tommie Helgesson (aka Snowy Shaw) - batterie (2002-2006)[1]
- Tommy Larsson - basse (2005)[1]
- Joacim « Jake E » Lundberg - chant (2005)[1]
- Daniel Varghamne (aka Dannee Demon) - guitare solo (2007-2013)[1]

## Vidéographie

### Clips
- 2004 : The Book Of Heavy Metal, tiré de The Book of Heavy Metal, réalisé par Patric Ullaeus
- 2006 : Blind Evil, tiré de United, réalisé par Patric Ullaeus
- 2006 : Fire! Battle! In Metal!, tiré de United, réalisé par Patric Ullaeus
- 2010 : The Ballad, tiré de In the Night, réalisé par Patric Ullaeus
- 2010 : Bang Your Head, tiré de In the Night, réalisé par Patric Ullaeus

### DVD
- 2006 : Live Maerd, réalisé par Patric Ullaeus
- 2008 : Gold Medal In Metal, réalisé par Patric Ullaeus